# Іттокор (юдик Галлури)
Іттокор I (італ. Saltaro I; д/н — бл. 1124) — юдик (володар) Галлурського юдикату у 1113—1117 роках.

## життєпис
Походив з Торреської гілки династії Лакон-Гунале. Син Маріано I, юдика Торресу, та сусанни ді Зорі. 1092 року після відлучення від церкви його шварга Торкіторіо I, юдика Галлури, очолив проти нього опозицію.
1113 року фактично відсторонив свого небожа Сальтаро від влади. Того ж року долучився до підготовки військової кампанії пізанської республіки проти Майоркської тайфи. У 1113—1114 і 1115—1116 роках загони юдикату брали участь у походах пізанського флоту проти тайфи. що принесли галлурцям значну здобич.
Відома хартія Іттокора від 8 травня 1117 року, якою від подарував Пізанській архієпархії галлурські церкви Торпея, Торай, Віньолас і Ларатанос та підтвердив пожертву церкві віттіте, яку зробив його попередник. Відомі також ще 2 хартії, де юдик підтвердив пожертви сестри Падулеси, удови Торкіторіо I Пізанському собору та визнав зверхній Пізанського архієпископа.
Після 1117 році з невідомих причин зрікся влади на користь Костянтина Спану, чоловіка небоги Іттокора. Втім залишався впливовим діячем юдикату, отримавши титул (посаду) донну, що була другою за значімістю після юдика. Помер близько 1124 року.

## Родина
- донька, мати Костянтина III, юдика Галлури